# 新窝铺站
新窝铺站是一个京通线上的铁路车站，位于内蒙古自治区敖汉旗新窝铺乡，建于1980年，目前为四等站，邮政编码为024314。目前客运：办理旅客乘降；行李、包裹托运；不办理货运营业。